# François Zahoui
François Zahoui (Abiyán, Costa de Marfil, 21 de julio de 1961) es un exfutbolista y entrenador de fútbol de Costa de Marfil que jugaba en la posición de centrocampista. Fue el primer futbolista africano en jugar en la Serie A.

## Carrera

### Club
| Periodo   | Club                 |
| --------- | -------------------- |
| 1981      | Stella Club d'Adjamé |
| 1981–1983 | Ascoli               |
| 1983–1987 | AS Nancy             |
| 1987–1992 | SC Toulon            |
| 1992–1994 | JGA Nevers           |

### Selección nacional
Jugó para Costa de Marfil en 10 ocasiones de 1983 a 1988 y participó en tres ediciones de la Copa Africana de Naciones.

### Entrenador
| Periodo   | Club                     |
| --------- | ------------------------ |
| 1999–2001 | SC Toulon                |
| 2005–2007 | Africa Sports National   |
| 2010–2012 | Costa de Marfil          |
| 2015–2019 | Níger                    |
| 2019–2021 | República Centroafricana |

## Logros
- Primera División de Costa de Marfil (1): 2007